# Francisco Doménech

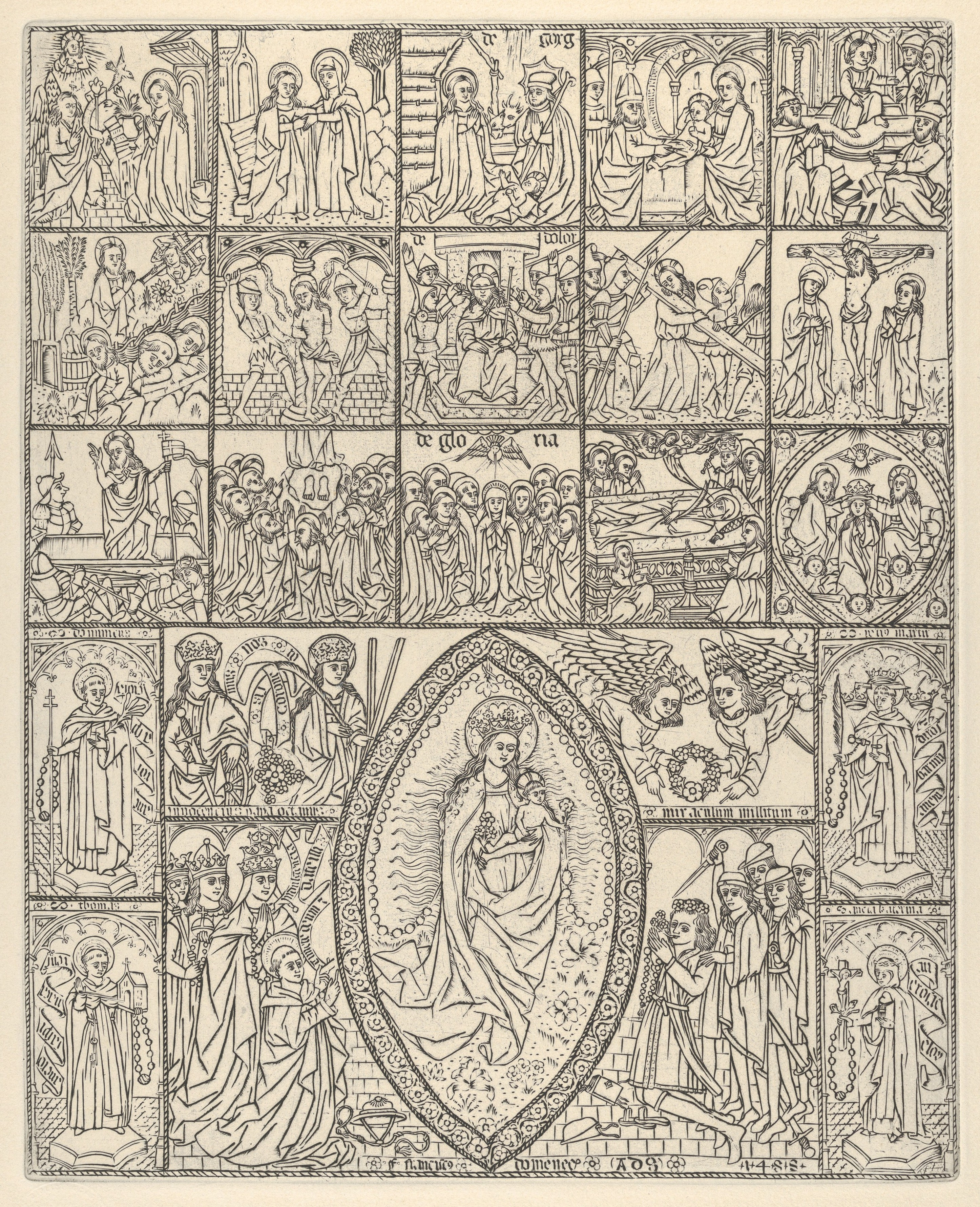
La Virgen del Rosario, firmado «A(nno) d(ivinae) g(ratiae) -1488 F. Franciscus Doménech», grabado calcográfico, 410 x 300 mm. Estampación moderna.

Francisco Doménech (Valencia ? c. 1460-1494), fraile dominico y grabador, fue autor de los dos primeros grabados calcográficos abiertos en la península ibérica que se han conservado.

## Biografía y obra
Hay noticia de que en el verano de 1487 el capítulo provincial de la Orden de Predicadores celebrado en Játiva acordó enviarlo a cursar estudios de teología en el colegio de Santa Catalina virgen y mártir de Barcelona. En él profesó en 1488 y firmó el mismo año el grabado de La Virgen del Rosario para la pujante cofradía del Rosario de santa Catalina. En  1491 las actas capitulares lo mencionan asignado al convento de Valencia que posiblemente fuese el suyo original, y en él permanecía en 1494, último año del que se cuenta con información.
De su mano se conocen tan solo dos grabados: San Antonio Abad y La Virgen del Rosario, grabado en cobre del que se conserva la plancha en la Calcografía de la Biblioteca Real de Bruselas. Dividido en dos registros: en el superior los quince misterios del rosario compartimentados y en el inferior la Virgen del Rosario envuelta en mandorla de luz y rodeada por ángeles y santos dominicos, es obra muy cercana en su composición e iconografía a la de una pintura sobre tabla de autor anónimo flamenco conservada en The Metropolitan Museum of Art.